# Ruta Estatal 343 (Nueva York-Connecticut)
Ruta del estado de Nueva York 343 (Nueva York 343) es una carretera estatal ubicada completamente dentro del condado central de Dutchess, en la región del valle de Hudson en el estado estadounidense de Nueva York. Parte de este a oeste desde la intersección de la Nueva York82 en el pueblo de Millbrook hasta el pueblo de Amenia, donde cruza la frontera del estado de Connecticut y continúa hacia el este como Ruta 343, una carretera estatal de Connecticut ubicada completamente dentro de la ciudad de Sharon. A largo del camino, tiene un recorrido de 7,3 millas (11,7 km) concurrencia con Nueva York 22 desde las inmediaciones de la localidad de Dover Plains hasta la localidad de Amenia.
La Ruta moderna 343 era originalmente el tramo de Dover de la autopista de peaje Dutchess. La autopista, que estuvo en funcionamiento desde principios hasta mediados del siglo XIX, era una importante ruta de transporte en aquella época, pues conectaba varias comunidades locales con el condado de Litchfield, Connecticut, y la ciudad de Poughkeepsie. En 1930 se designó la Nueva York 343, que conectaba la aldea de Amenia con la frontera estatal, pero unos años más tarde se reubicó en la parte de la ruta estatal 200 de Nueva York que va desde South Millbrook hasta la localidad de Dover Plains. La designación NY 200 fue redirigida al este de Millbrook en la ruta original de la NY 343. La Nueva York 343 integró a la Nueva York 200 a principios de la década de 1940, creando una superposición con la Nueva York 22 entre Dover Plains y Amenia. El tramo de Connecticut de la autopista se designó originalmente como parte de la Ruta 4; en 1932 se cambió su numeración a Ruta 343.
Varios puntos de referencia en el camino incluyen el Silo Ridge Country Club en la localidad de Wassaic, Beekman Park en la localidad de Amenia y el Centro de conferencias Troutbeck en la localidad de Leedsville. Cuando la Nueva York 343 cruza la frontera estatal, se convierte en la ruta de Connecticut 343, pasa por más zonas rurales y residenciales. La Ruta 343 se extiende por 1,5 millas (2,41 km) hasta la ciudad de Sharon, Connecticut, donde termina en un cruce con la Ruta 4 y ruta 41.

## Descripción de la ruta

### Nueva York 343
La ruta Nueva York 343 comienza en una intersección con la Nueva York 82 (denominacada como US Route 44 o EE. UU.44 hasta 2008 ) en la localidad (localidad) de South Millbrook, localizada dentro del pueblo de Millbrook. La ruta se dirige al este, hacia la ciudad de Washington, cruzando un antiguo alineamiento de Nueva York 82 y pasando detrás de Millbrook Golf and Tennis Club. La Nueva York 343 atraviesa campos, casas residenciales y granjas. La carretera pasa por el sur del arroyo, Mill Brook, adentrándose en la localidad de Littlerest, donde gira hacia el sureste en una intersección con la ruta 99 del condado County Route. En la intersección con CR23, la Nueva York 343 vuelve a cambiar de dirección, esta vez hacia el noreste, y enseguida Stone Church Brook en la localidad de Mutton Hollow. En este punto, la Nueva York 343 cambia de dirección por tercera vez, dirigiéndose hacia el sureste una vez más a la localidad de Dover Plains.

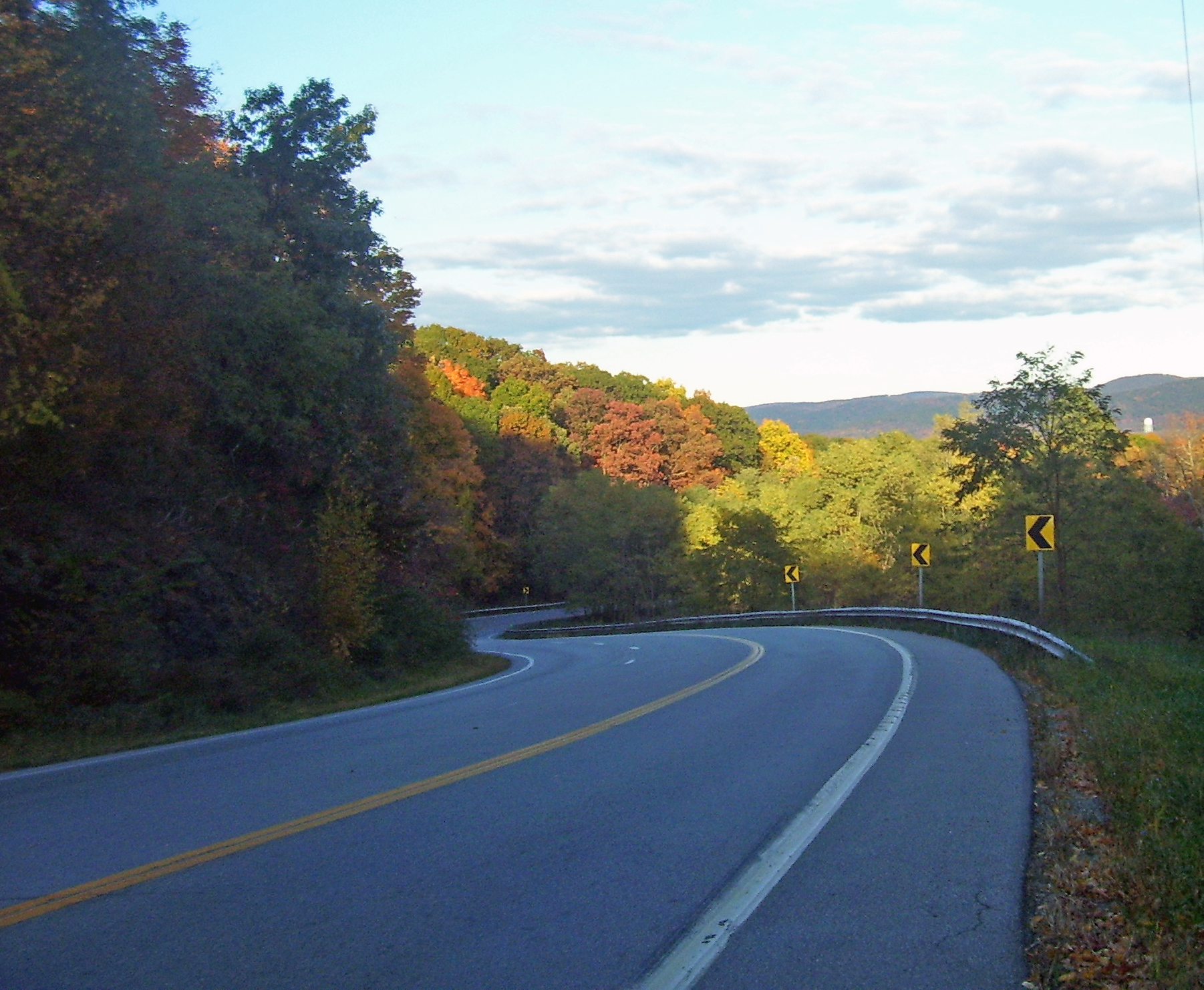
Vista hacia el este del valle de Harlem entre Millbrook y Dover Plains

Al noroeste de Dover Plains, La Nueva York 343 gira hacia el noreste y pasa a la ciudad de Amenia. Al hacerlo, se cruza con la ruta de referencia Nueva York 980G, que está señalizada para dar servicio a la Nueva York 22 en dirección al sur. Justo al este de la frontera de la ciudad, la Nueva York 343 cruza la Nueva York 22. La Nueva York 343 gira hacia el norte en la Nueva York 22, y las rutas unidas pasan al oeste de una serie de montañas de tamaño moderado a medida que avanzan por regiones de granjas rurales, campos y viviendas. Las carreteras son paralelas al río Tenmile y enseguida se cruzan con CR (una antigua ruta de la Nueva York 22) al sur de la localidad de Wassaic. Después de pasar por Wassaic, las carreteras cruzan el arroyo Wassaic Creek y entran en un pequeño valle, para pasar inmediatamente por la estación de tren de Wassaic y continuar hacia el norte en dirección la localidad de Amenia.
La RC 81 se une con la Nueva York 22 y la Nueva York 343 cuando las carreteras principales pasan por Beekman Park y Silo Ridge Country Club en la localidad de Amenia. Las carreteras pasan por un arroyo y se dividen en la intersección con EE. UU.44. US 44; la Nueva York 22 continuando hacia el norte; la carretera Nueva York 343 sigue hacia el este en dirección a la frontera estatal. El camino pasa al sur del Cementerio de Amenia, cambiando de dirección varias veces. La Nueva York 343 inmediatamente se cruza con CR22 y gira hacia el noreste, pasando sobre Webatuck Creek. Unas 2 millas (3,2 km) después, la Nueva York 343 cruza la frontera estatal y entra en Connecticut.

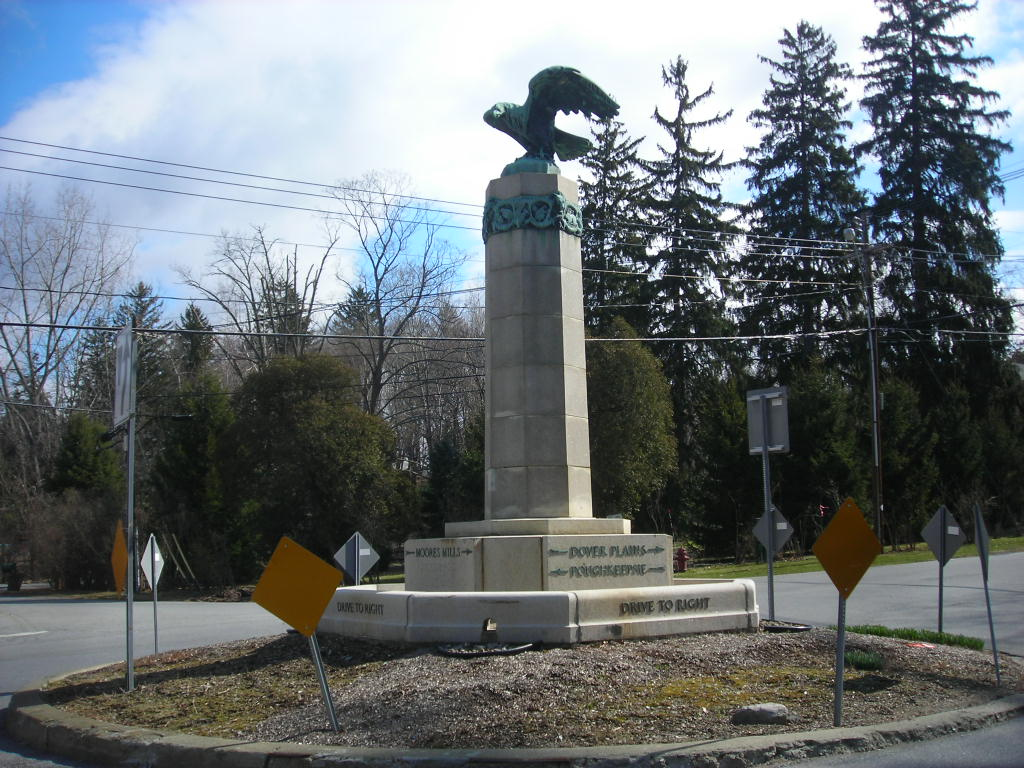
Monumento que señala los lugares en el condado de Dutchess a lo largo de NY 343 en Dover Plains

La carretera Nueva York 343 está clasificada como una carretera colectora principal rural entre Millbrook y Dover Plains y transporta un promedio de 3,100 vehículos por día (desde el 2006), el 5% de los cuales se clasifica como tránsito de camiones. La parte que coincide con la Nueva York 22 es una carretera secundaria con un tráfico promedio de 5.600 vehículos al día (con un 7% clasificado como tráfico de camiones). Al este de la Nueva York 22, la carretera Nueva York 343 es una carretera secundaria por la que circulan unos 4.100 vehículos al día (con un 6% clasificado como tráfico de camiones).

### Ruta 343
Cuando la Nueva York 343 cruza la frontera estatal hacia la ciudad de Sharon, entran a un área medianamente rural donde se encuentra una gran fábrica. La ruta 343, conocida como Amenia Road, se dirige al noreste hasta el centro de la ciudad, atravesando zonas boscosas e intersecándose con Sharon Valley Road, una conexión con la Ruta 361. Tras pasar al norte del Sharon Country Club, la autopista gira hacia el este al adentrarse en el centro de la ciudad, donde los alrededores de la autopista comienzan a poblarse. La ruta 343 termina a 2,4 km de la frontera estatal, en una intersección con la Ruta 4 (la cual también termina en esta intersección) y la Ruta 41 al sur de la explanada municipal de la ciudad.

## Historia

### Carreteras antiguas
El trazado utilizado por la actual Nueva York 343 era una importante ruta de transporte que pasaba por los asentamientos coloniales de Wassaic y Amenia. La autopista ayudó a las tropas del general George Washington durante la Guerra Revolucionaria Estadounidense  y fue también la principal ruta de abastecimiento de las localidades de Payne's Corners (ahora Amenia), Washiac (ahora Wassaic) y Dover Plains. Durante la Revolución se colocaron a lo largo de la carretera que marcaban el camino a distintos lugares, como la ciudad de Nueva York, Fishkill y Boston, ⁣se colocaron a lo largo de la carretera durante la Revolución, para ayudar a los proveedores de sal de Boston. Esta carretera creció significativamente a lo largo de los años, con asentamientos a lo largo de la carretera a principios del siglo XIX. También había algunas fábricas a lo largo de la ruta, incluida una fábrica de Borden Food Corporation que producía leche condensada en la década de 1860.

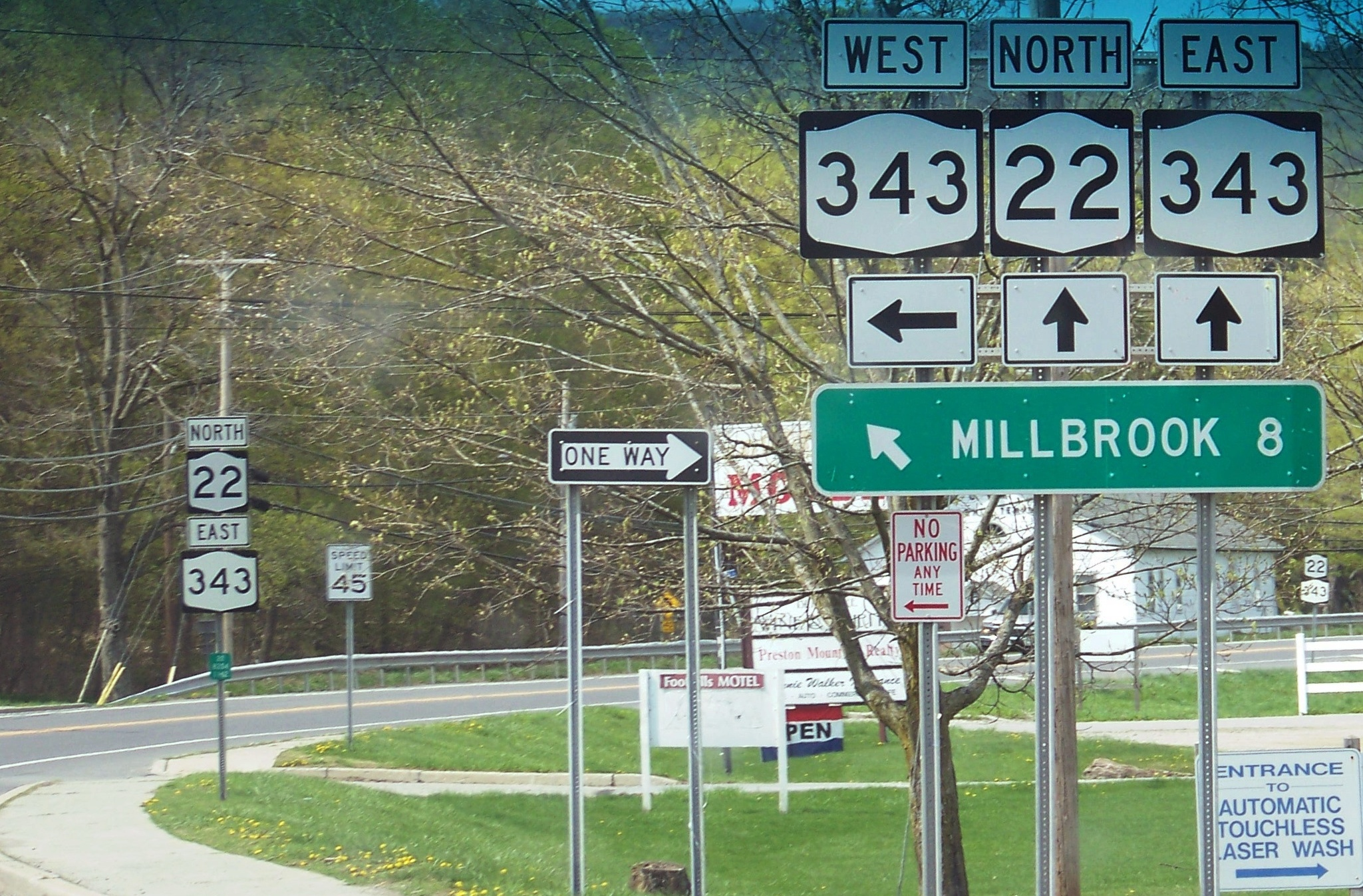
La Nueva York 343 y la Nueva York 22 concurrencia cerca de Dover, Nueva York

La Nueva York 343 desde la intersección de la Nueva York 22 y la US 44  en Amenia con la frontera estatal de Connecticut formaba parte de la línea principal de la autopista de peaje Dutchess, se extendía desde Poughkeepsie hasta la frontera estatal en Amenia, principalmente a lo largo de la US 44. Antes de la construcción de la autopista de peaje, la sección de la moderna Nueva York 343 al este de Amenia hasta la línea estatal era un pantano y no conectaba Amenia con la línea estatal. La corporación Turnpikese creó por ley en abril de 1802 y terminó de pavimentar la carretera en 1805. En mayo de 1803, la continuación de la Dutchess Turnpike en Connecticut, Goshen and Sharon Turnpike también se autorizó. Cuando la carretera se completó unos años más tarde, se estableció una carretera continua y perfeccionada entre Poughkeepsie y Hartford. En 1806, se estableció un tramo que se separaba de la línea principal en South Millbrook, para conectar la localidad de Dover Plains con Poughkeepsie. El tramo sur utilizaba la moderna Nueva York 343 desde su extremo occidental en la US 44 en South Millbrook a la Nueva York 22 en Dover Plains. El estado se hizo cargo del mantenimiento de las autopistas a principios del siglo XX.

### Designación
En 1924, la línea principal de la autopista Dutchess Turnpike fue designada la  Nueva York 21, conectando la ciudad de Poughkeepsie con la frontera del estado de Connecticut, como lo hacía la autopista original. LA Nueva York 21, conectando la ciudad de Poughkeepsie con la frontera del estado de Connecticut, como hacía la autopista original. La carretera continuó hacia Connecticut como la Ruta 4, una autopista que formaba parte del sistema de señalización de carreteras de Nueva Inglaterra. En la renumeración de la carretera estatal de 1930, el antiguo NY 21 se dividió en varias rutas estatales. La parte comprendida entre la Nueva York 82A, al oeste de la localidad de Amenia, y la frontera estatal de Connecticut, en la ciudad de Sharon, se renumeró como la Nueva York 343. La Nueva York 82 al oeste de la localidad de Amenia y la frontera del estado de Connecticut en la ciudad de Sharon se  cambió a Nueva York 343. En 1932, la continuación de la Nueva York 343 en Connecticut, cambió de Ruta 4 a Ruta 343 para coincidir con el número de ruta de Nueva York.
Como parte de la reenumeración de 1930, el tramo de Dover de la autopista de peaje Dutchess entre la moderna Nueva York 82 en el pueblo de Millbrook y la Nueva York 22 al norte de la localidad de Dover Plains fue designado como parte de la Nueva York 200, que comenzaba en la ciudad de Poughkeepsie y pasaba por Millbrook hasta las cercanías de Dover Plains. En 1934, Nueva York 200 fue desviada, sustituyendo la Nueva York 343 desde Milbrook a través de Amenia hasta Connecticut, mientras que la Nueva York 343 fue reasignada a la antigua ruta de Nueva York 200 entre el pueblo de Millbrook y la localidad de Dover Plains. La US 44 se asignó en abril de 1935, lo que dio lugar a la reconfiguración de varias rutas estatales en el condado de Dutchess. Una de las rutas afectadas fue la Nueva York 200, quedó truncada. El tramo de la Nueva York 200 al oeste de Amenia pasó a formar parte de la nueva US 44
La designación Nueva York 200 se retiró de la carretera Amenia-Sharon a principios de la década de 1940 y la Nueva York 343 se rediseñó en ese tramo. Los dos segmentos de la Nueva York 343 estaban conectados mediante un solapamiento con la Nueva York 22, que continúa existiendo en la actualidad.